# 오이소촌
오이소촌(老蘇村)은 시가현 가모군에 있던 촌이다.

## 역사
- 1889년 4월 1일 - 정촌제 시행에 의해 5촌의 구역을 가지고 성립하였다.
- 1954년 4월 1일 - 아즈지촌과 합병해 아즈치정이 성립하여, 동일 오이소촌은 폐지되었다.

## 교통

### 철도
현재는 도카이도 신칸센이 옛 촌지역을 통과하지만 당시에는 미개통 상태였다.

### 도로
- 국도 제8호선

## 참고문헌
- 角川日本地名大辞典 25 滋賀県